# Michelbouch
Michelbouch (lb. Méchelbuch, niem. Michelbuch) – wieś (Uertschaft) w środkowym Luksemburgu, w kantonie Redange, w gminie Vichten. Do 3 października 2015 miejscowość leżała w dystrykcie Diekirch. Liczy 172 mieszkańców (31 grudnia 2022).